# 庫諾斯克法萊戰役
庫諾斯克法萊戰役或譯西諾塞法拉戰役（Battle of Cynoscephalae），發生在前197年的色薩利，是馬其頓王國與羅馬在第二次馬其頓戰爭的一場決定性戰役。這場戰役中，提圖斯·昆克蒂烏斯·弗拉米寧所率領的羅馬聯軍擊敗馬其頓腓力五世，結束第二次馬其頓戰爭。

## 序言
前202年羅馬擊敗迦太基也結束第二次布匿戰爭，並把注意力轉移到東方的希臘世界來，羅馬為了制止腓力五世擴張，開始干涉克里特戰爭和希臘內部的事務。前200年，羅馬並以腓力五世拒絕結束與羅馬盟友戰爭為由，向馬其頓宣戰，爆發第二次馬其頓戰爭。羅馬軍隊於亞得里亞海東邊的阿波羅尼亞登陸，並在隨後幾年內侵犯西馬其頓。在戰爭前兩年羅馬在軍事上甚少進展，直到前198年提圖斯·昆克蒂烏斯·弗拉米寧接手羅馬軍統帥權後，局勢開始變化。
羅馬資深執政官提圖斯·昆克蒂烏斯·弗拉米寧在阿烏斯戰役勝利後，前往底比斯過冬，並使亞該亞同盟加入羅馬陣營。弗拉米寧
率領的軍隊除了羅馬軍團和羅馬附屬部隊外，還包含埃托利亞同盟的部隊和其他同盟軍。弗拉米寧在前197年春天朝斐賴進軍，一路上攻陷許多城鎮，企圖引出腓力五世的主力來進行決戰，而腓力五世此時正在拉里薩，得知消息後率軍前往應戰，兩軍在斐賴附近的小丘發生小規模騎兵戰，馬其頓騎兵遭到擊退，之後兩軍各自在庫諾斯克法萊附近尋找軍糧來源，庫諾斯克法萊為一座小丘陵，在希臘語中指的是像狗頭似的。因兩軍各在山頭的兩側，並未發現對方的行蹤。

### 軍力
弗拉米寧的軍隊包含兩個滿額羅馬軍團和10,000名義大利同盟軍、4,000名希臘方陣步兵（Phalangites）、埃托利亞的2,000名希腊轻装部队（psiloi）、2,600名羅馬同盟騎兵以及雇傭的克里特弓兵，弗拉米寧的軍隊還包括20頭努米底亞國王馬西尼薩所送來的戰象。 
腓力五世的軍隊則由16,000名希臘方陣步兵、1,500克里特弓兵、4,000名希臘輕裝步兵、2,000名色雷斯輕裝步兵、2,000名輕盾兵和2,000騎兵所組成。

## 戰鬥
戰役前夕曾下過一場大雨，當日早上在兩方軍營間的地區和山丘上因而彌漫一場大霧。儘管如此腓力五世仍舊下令進軍，但因大霧關係使得視線不良，腓力派遣一小隊輕裝步兵登上山丘偵查。同時弗拉米寧也派遣一小隊羅馬標槍兵（Velites）和騎兵登上山丘偵查，於是雙方偵查部隊在山頭上發生遭遇戰，羅馬方漸漸不敵，知道狀況的弗拉米寧立即派遣2,000名步兵和500名騎兵前往增援，迫使馬其頓士兵逐漸撤離山頭。腓力五世也派遣更多增援部隊，並把他的馬其頓騎兵和色薩利騎兵送去增援，成功擊退羅馬士兵並且迫使羅馬士兵撤離山頭，腓力五世的騎兵一路追擊羅馬軍直到羅馬軍的埃托利亞騎兵來支援才停止。而腓力五世儘管不太想把方陣送往崎嶇、不平的山區，但為了擴大戰果，下令大軍登上山頭，並令右翼8,000名方陣先朝羅馬軍方向進軍。 

### 兩軍會戰

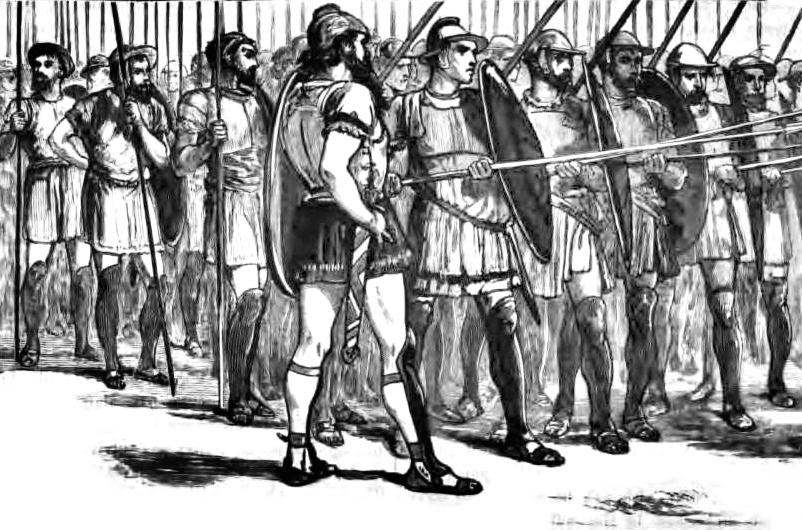
馬其頓密集方陣

戰敗的羅馬軍分隊回到主力部隊後，弗拉米寧重整陣列。同時馬其頓右翼越過山頂，與先前的山頂上的輕裝步兵和騎兵會合，腓力五世把那些部隊配置在最右側。此時大霧已經逐漸散去，弗拉米寧觀察到馬其頓左翼進軍方向的地勢過於崎嶇，可能會使馬其頓方陣在進軍時產生空隙，於是先命右翼部隊待命，來作為預備隊，並在右翼前沿配置戰象，而弗拉米寧親自率領左翼部隊進軍與馬其頓軍右翼交戰。腓力五世了解目前左翼崎嶇的地勢對他不利，於是下令他的右翼部隊朝山坡下的羅馬軍衝鋒。因為馬其頓軍從高處往低處攻擊而較有地利優勢，迫使羅馬軍左翼逐漸往後撤離。弗拉米寧知道自己的行動必須盡快，下令羅馬左翼盡可能穩住陣腳，自己連忙率領右翼部隊準備突襲。這時馬其頓左翼剛越過山頂，尚保持行軍隊形且較為混亂，同時也未組成方陣的戰鬥型態。弗拉米寧趁這個機會命令右翼大象在前，命右翼全軍朝馬其頓左翼發動突襲，在這突然的打擊下馬其頓左翼全面崩壞，士兵倉皇逃亡。
這時羅馬軍的左翼在馬其頓右翼打擊下戰況危急，羅馬軍右翼的一位軍事保民官見到自軍左翼的不利情況，自發下率領羅馬右翼20個中隊（Manipulus）朝馬其頓右翼後方攻擊，而因為馬其頓式方陣無法立即轉變正面方向來應付突來的威脅，使得方陣陣型破裂，在兩面攻擊下馬其頓右翼遭到擊破，馬其頓全軍全線崩退。弗拉米寧一路追擊敗兵，但仍讓腓力五世逃走，羅馬聯軍獲得戰役勝利。

## 戰後
馬其頓軍此戰陣亡至少8,000名士兵，並有5,000名被俘，但波利比烏斯記載弗拉米寧在追擊腓力五世時，對已投降的馬其頓士兵盡情殺戮，使得馬其頓方喪生數達到13,000名。而羅馬聯軍損失1,000名，其中羅馬軍團總陣亡700名，然而這方面傷亡記載不是很可靠，但可確定馬其頓損失相當慘重。  
戰後雙方在坦佩谷舉行和談，並在那裏簽訂和約，結束第二次馬其頓戰爭。腓力五世同意將會把馬其頓駐軍從所有希臘城邦撤離，並且放棄所有最近征服的色雷斯和小亞細亞領土。會中埃托利亞同盟要求從馬其頓上獲得領土，但這事遭到弗拉米寧否決。當條款送到羅馬確定批准時，羅馬元老院再增加額外條款:馬其頓要付出1,000塔蘭同的白銀賠款和交出大部分艦隊及解散大部分陸軍，還要送出腓力五世的兒子到羅馬作為人質。
前196年的科林斯的地峽運動會上，弗拉米寧宣告了所有的希臘城邦將獲得自由，而且羅馬不會在希臘駐軍，當場所有希臘人歡聲雷動。第二次馬其頓戰爭結束後，馬其頓被迫與羅馬同盟，疆界回到古早的邊界，結果馬其頓在希臘的勢力遭到徹底粉碎，喪失地中海大國的地位。在軍事上，庫諾斯克法萊戰役和之後的彼得那戰役証明馬其頓方陣雖然在開闊地形優於羅馬軍團，但在適應戰場上，高機動的羅馬軍團中隊戰術比馬其頓方陣更具實戰性，也代表亞歷山大時代的馬其頓方陣戰術將被羅馬中隊戰術所取代。

## 外部連結
- Livius.org: 庫諾斯克法萊戰役 （页面存档备份，存于）